# Rubão, o Dono do Mundo
Rubão, o dono do mundo, mais conhecida por Rubão, é o primeiro single do álbum Nadando com os Tubarões de Charlie Brown Jr.
Segundo o produtor da banda, Tadeu Patolla, a música nasceu da visão que o Chorão tinha da indústria musical:

## Desempenho nas Paradas de Sucesso
| Ano  | Single                   | Charts      | Charts         | Charts       | Charts    | Charts        | Charts | Charts | Álbum                   |
| Ano  | Single                   | BRA Hot 100 | BRA Hit Parade | BRA Year End | Bill. BRA | Bill. Pop BRA | HSPN   | POR    | Álbum                   |
| ---- | ------------------------ | ----------- | -------------- | ------------ | --------- | ------------- | ------ | ------ | ----------------------- |
| 2000 | "Rubão, o Dono do Mundo" | 7           | 5              | —            | —         | —             | 16     | —      | Nadando com os Tubarões |

## Prêmios e indicações
| Ano  | Prêmio                 | Categoria             | Resultado | Ref.  |
| ---- | ---------------------- | --------------------- | --------- | ----- |
| 2001 | MTV Video Music Brasil | Videoclipe do Ano     | Indicado  | [ 3 ] |
| 2001 | MTV Video Music Brasil | Escolha da Audiência  | Venceu    | [ 3 ] |
| 2001 | MTV Video Music Brasil | Videoclipe de Rock    | Venceu    | [ 3 ] |
| 2001 | MTV Video Music Brasil | Direção em Videoclipe | Indicado  | [ 3 ] |
| 2001 | MTV Video Music Brasil | Edição em Videoclipe  | Indicado  | [ 3 ] |
| 2001 | Prêmio Multishow       | Melhor Clipe          | Indicado  | [ 4 ] |